# Лондонска општина Ричмонд на Темзи
Ричмонд на Темзи (енгл. London Borough of Richmond upon Thames) је назив лондонске општине у југозападном делу Лондона.
Општина је оформљена 1965. од тадашње ричмондске општине и две друге (административно, једна је одвојена од Сарија а друга од Мидлсекса) које су биле део метрополитског подручја Лондона, али не званично и Ширег Лондона. Ричмонд, као место и језгро данашње општине, има далеко дужу историју.
Ричмонд на Темзи је један од најмање урбанизованих делова Лондона што га чини популарним излетиштем. То је једина лондонска општина чије се делови налазе са обе стране Темзе. Бројни паркови, укључујући и баште палате Хемптон Корт и Краљевску ботаничку башту, су распоређени широм општине. Укупно их има преко 100, а општина располаже и са око 29 километара уређене обале.
Урбанизован део општине је сконцентрисан претежно у Хемптону, Тедингтону и Витону. Општина је повезана са централним Лондоном приградским возовима и метроом.

## Личности које су се родиле или живеле у Ричмонду
- Брајан Меј, гитариста
- Ноел Ковард, глумац
- Џон Ди, филозоф
- Волтер де ла Мејр (Walter de la Mare), књижевник
- Клер Форлани (Claire Forlani), глумица
- Имоген Холст (Imogen Holst), композиторка
- Френсис Џеп, хемичар
- Кира Најтли (Keira Knightley), глумица
- Хелен од Орлеана, грофица од Аоста
- Мери Амели од Орлеана, португалска краљица
- Виљем Шо Каткарт (William Schaw Cathcart), генерал
- Пит Таунсенд (Pete Townshend), музичар и гитариста
- , рок група
- Џејмс Баркли, писац